# 6335 Нікольраппапорт
6335 Нікольраппапорт (6335 Nicolerappaport) — астероїд головного поясу, відкритий 5 липня 1992 року.
Тіссеранів параметр щодо Юпітера — 3,340.